# Турковичи
Турковичи (укр. Турковичі) — село в Таракановской сельской общине Дубенского района Ровненской области Украины.
Население по переписи 2001 года составляло 389 человек. Почтовый индекс — 35646. Телефонный код — 3656. Код КОАТУУ — 5621686015.

## Известные уроженцы
- Власюков, Яков Анисимович — Герой Советского Союза.